# Antonín Petzold
Antonín Petzold (13. srpna 1858 Praha – 7. května 1931 Olomouc) byl český varhaník, dirigent, sbormistr a hudební skladatel.

## Život
Vystudoval Varhanickou škola v Praze kde byl žákem Josefa Förstera ml. a Františka Zdeňka Skuherského a vedle toho studoval i operní zpěv ve škole Jana Ludvíka Lukese. V roce 1877 se stal varhaníkem v chrámu sv. Vojtěcha v Praze. V letech 1882–1884 byl dirigentem divadla v Plzni. Od roku 1884 byl sbormistrem Pěvecko-hudebního spolku Moravan v Kroměříži a učil na jeho hudební škole. Se sborem Moravan nastudoval i velká oratorní díla.
Roku 1886 byl pozván rektorem kostela sv. Anny v Olomouci Jindřichem Geislerem na místo varhaníka v Katedrále svatého Václava. Po smrti dómského kapelníka Josefa Nešvery se stal v roce 1915 hlavním dirigentem katedrály. Po založení hudební školy Žerotína se stal jejím prvním ředitelem a vyučoval hru na klavír, varhany, zpěv a hudební teorii. Kromě toho řídil i její pěvecký sbor. Rovněž učil v Poettingově dívčím ústavu.
Zasloužil se o rozvoj olomouckého hudebního života. S pěveckým sborem Žerotína, vojenskou hudbou a s ochotníky prováděl nejen velká oratorní díla Dvořákova, Mozartova, Haydnova, ale i díla symfonická (Bedřich Smetana: Má vlast) a operní (Prodaná nevěsta, Hubička, Dalibor, Dvě vdovy, Tajemství, V studni aj.). Po odchodu do důchodu vyučoval soukromě a věnoval se zejména chrámové hudbě.
Byl dvakrát ženat. Obě jeho manželky byly zpěvačky a byly mu významnou oporou v jeho organizační a koncertní činnosti. Se svou druhou ženou, Annou roz. Dudíkovou, měl dva syny, Antonína a Jana. Jan Petzold se stal rovněž hudebníkem. Působil jako učitel na hudební škole v Olomouci a jako violista Moravské filharmonie. Komponoval drobnější komorní skladby a sbory.
Jako skladatel se soustředil zejména na chrámovou hudbu. Komponoval v tradičním stylu a za jeho nejvyzrálejší dílo je považována Missa solemnis. Skládal však i hudbu světskou, zejména komorní a vokální. Rukopisy jeho chrámových skladeb jsou uloženy v archivu olomoucké katedrály.

## Dílo

### Církevní skladby
- Missa Solemnis

Gradualia
- Beatus vir
- Laetatus sum in his
- Speciosus forma
- Sederunt principes
- Iacta cogitatum
- Propitius esto
- Sciant gentes
- Viderunt omnes
- Anima nostra
- Tecum principum
- Timebunt omnes
- Domine refugium
- 2 Iongoverunt discipuli
- Beatus virgo
- Trinete Dominum
- Haec dies
- Unam petii
- Convertere Domine
- Veni Sancte Spiritus
- Emitte Spiritum
- Loquebantur
- Ascendit Deus
- Regnavit Dominus
- Suscepimus Deus
- Beata Deus
- Omnes de Sabra
- Salvos facnos
- Benedictus Dominus
- Protector noster
- Constitues eos principes
- Exultabunt
- O vos omnes
- Qui sedes Domine
- Digitur oratio mea
- Sur rexit Christus et illuxit
- Os justi meditabitur
- Redemptionemn
- Dominabitur amarizmaru
- Misit Dominus
- Bonum est confiteri
- Priusquam et formarem
- Justus ut palma
- Dicite in gentibus
- 2 Locus iste
- Benedicta es tu
- Benedicta et venerabilis
- 2 Tues deus qui facis
- In die Resurrectionis
- Posuisti Domine
- De Quamcumque
- Bonum est

Offertoria
- Gloria et Honore
- Sanctificavit Moyses
- Sperent in te
- Illumina oculos
- Anima nostra
- Dexter a Domini
- In te speravi
- Domine Deus in simplicitate
- Posuisti Domine
- In omnem terram
- Deus, Deus meus
- Angelus Domini
- Fulcrunt Jesum
- Portas coeli
- Confitebor Tibi
- Benedicam Dominum
- Mirabilis Deus
- 2 Justus ut Palma
- Postula me
- Jubilate Deo
- Diffusa est gratia
- 2 Ave Maria gratia plena
- Anima nostra
- Jubilate Deo universa
- Domine Deus in simplicitate
- Sacerdotes Domini incensum
- Terra tremuit
- Confitebuntur coeli
- Lauda Jerusalem
- Expectans
- Domine Deus in sinplicitate

Různé
- Cristus factus est
- Vexilla regis
- 3 Te Deum
- 3 Ecce sacerdos
- Tantum ergo
- Tradiderunt
- Ad multos annos
- Parce Domine

### Komorní skladby
- Elegie
- Hovory lesa pro housle a klavír
- Legenda pro violoncello a klavír
- Rondo C pro klavír
- Tanec pro klavír

### Orchestrální skladby
- Intermezzo pro smyčcový orchestr
- Hymnus pro velký orchestr
- Slavnostní předehra pro 2 klavíry, harmonium a smyčcový orchestr

### Vokální skladby
- Vršovci (opera, nedokončena)
- Odpověď pro soprán
- Ten ptáček (ženský sbor)
- Uhodilo (ženský sbor)
- Žabky (ženský sbor)
- Pod bezem (ženský sbor)
- Dívky naše české (smíšený sbor)
- Heslo Žerotína (smíšený sbor)
- Do hor (mužský sbor)
- Okteta pro smíšené hlasy (Čí to koníčky, Jarní)
- Moravské národní písně z Nivnice u Korytné